# Octan fenylrtuti
Octan fenylrtuti je organická sloučenina rtuti, používaná jako konzervant v barvách a jako dezinfekční prostředek. Na listech rostlin působí jako antitranspirant.

## Použití
Octan fenylrtuti se používal jako fungicid v zemědělství a při zpracování kůže a také se osvědčil v jiných oblastech. Přidával se též jako konzervant do očních kapek a do barev a měl využití jako dezinfekční látka a katalyzátor v polyuretanech.
Nejvíce zkoumaným využitím této látky je fungicid. Rostliny, na které byla aplikována, vykazovaly slabší transpiraci. Omezení transpirace během dne ztrátou vody výrazně převyšovalo noční nárůst.

## Nebezpečí
Octan fenylrtuti může způsobovat svědění a záněty, v důsledku uvolnění histaminu. Postižené místo nejprve zčervená, následuje zánět v okolí tohoto místa a nakonec se v místě průniku látky pod kůži vytvoří napuchlina.